# Pete McGuinness
Pete McGuinness (* 2. September 1963 in Hartford (Connecticut)) ist ein US-amerikanischer Musiker des Modern Jazz (Posaunist, Sänger, Arrangeur, Bandleader), der als Hochschullehrer tätig ist.

## Leben und Wirken
Pete McGuinness begann seine Ausbildung auf der Highschool im Jazzprogramm in West Hartford, um dann am New England Conservatory of Music zu studieren und an der University of Miami den Bachelor of Music (1986) und an der Manhattan School of Music den Master zu erwerben. Seit 1987 ist er Teil der Jazzszene von New York City. Er spielte u. a. bei Maria Schneider, Lionel Hampton, Jimmy Heath, im Woody Herman Orchestra, Mike Holober und Jim Cifelli; ferner arbeitete er in Broadway-Orchestern. Als Komponist und Arrangeur arbeitete er für Dave Liebman, das Westchester Jazz Orchestra, Charles McPherson und das Jazzensemble der New Jersey City University. Seit den 2000er Jahren leitet er eine eigene Big Band, The Pete McGuinness Jazz Orchestra, mit dem er in Clubs wie dem Blue Note, der Jazz Gallery und dem Iridium Jazz Club konzertierte. Als Vokalist sang er in der Jimmy Heath Bigband und in Vokalensembles wie dem Manhattan Vocal Project und den The Faux Freshmen. 1998 entstand sein Debütalbum Slipping In, gefolgt 2006 von seinem ersten Bigband-Album First Flight. Mit seinem Jazz Orchestra legte er 2025 das Album Mixed Bag vor, mit Solisten wie Dave Pietro, Mike Holober, Jeff Nelson und Mark Wade.
McGuinness unterrichtete 17 Jahre an der New Jersey City University in Jersey City; 2011 wurde er zum Professor an der William Paterson University in Wayne (New Jersey) berufen.

## Preise und Auszeichnungen
Sein Arrangement des Titels „Smile“ von seinem Debütalbum wurde 2008 für einen Grammy Award nominiert. Im Kritikerpoll des Down Beat wurde er im selben Jahr als Rising Star der Arrangeure herausgestellt. Als Vokalist war er 1994 Semi-Finalist der Thelonious Monk Vocalist Competition; 2000 gewann er den Vokalwettbewerb des Jazzmobile.